# Trygve Lindeman
Trygve Henrik Lindeman (3 de noviembre de 1896 – 24 de octubre de 1979) fue un chelista noruego y director del Conservatorio de Música de Oslo por dos generaciones.
Lindeman nació en Kristiania (que hoy es Oslo). Después de aprobar su examen de calificaciones (el examen artium en Noruega y Dinamarca), estudió ingeniería civil en el Instituto de Tecnología de Noruega y luego cambió de carrera para estudiar música en el Conservatorio de Música de Oslo con Gustav Fredrik Lange. También estudió en la Real Academia Danesa de Música en Copenhague con Carl Nielsen. Hizo su debut como chelista en 1925 y, en 1928, tomó el liderazgo del Conservatorio de Música de Oslo de su padre, Peter Brynie Lindeman. Condujo el conservatorio hasta 1969. 
Lindeman y su esposa, Marie Louise (de soltera: Swensen) no tuvieron hijos, entonces establecieron Lindemans Legat, o la Fundación Lindeman. Lindeman entregó el puesto de director a Anfinn Øien quien condujo el Conservatorio hasta que cerró y fue sucedido por la Academia Noruega de Música en 1973. 
La "tradición Lindeman" en música noruega fue cultivada por Trygve Lindeman quien creía que todos tienen la habilidad de tocar, componer, y entender la teoría y pedagogía de música. Lindeman fue un francmasón y detentó la posición de masón maestro por muchos años.

## Premios
- Medalla Real al Mérito de Noruega en oro, 1953
- Orden de San Olaf, Caballero de primera Clase, 1967

## Publicaciones
- Lærebok i taktering for kordirigenter (Conducción para directores de coro), 1939
- Lærebok i elementær musikkteori (Teoría musical básica), 1943
- Tonetreffing og musikkdiktat (Entrenamiento de oreja y transcripción musical), 1951
- Orkesterinstrumenter og partitur (Instrumentos y partituras orquestales), 1973
- (Con Einar Solbu) Musik-konservatoriet i Oslo 1883–1973 (El Conservatorio de Música de Oslo, 1883–1973), 1976